# Arondismentul Alençon
Arondismentul Alençon (în franceză Arrondissement d'Alençon) este un arondisment din departamentul Orne, regiunea Basse-Normandie, Franța.

## Subdiviziuni

### Cantoane
- Cantonul Alençon-1
- Cantonul Alençon-2
- Cantonul Alençon-3
- Cantonul Carrouges
- Cantonul Courtomer
- Cantonul Domfront
- Cantonul La Ferté-Macé
- Cantonul Juvigny-sous-Andaine
- Cantonul Le Mêle-sur-Sarthe
- Cantonul Passais
- Cantonul Sées

### Comune
| 1. Alençon (61001)                    | 2. Antoigny (61004)                         | 3. Aunay-les-Bois (61013)              | 4. Aunou-sur-Orne (61015)               |
| 5. Avrilly (61021)                    | 6. Bagnoles-de-l'Orne (61483)               | 7. La Baroche-sous-Lucé (61025)        | 8. Beaulandais (61033)                  |
| 9. Beauvain (61035)                   | 10. Belfonds (61036)                        | 11. Boitron (61051)                    | 12. Le Bouillon (61056)                 |
| 13. Brullemail (61064)                | 14. Bures (61067)                           | 15. Bursard (61068)                    | 16. Carrouges (61074)                   |
| 17. Ceaucé (61075)                    | 18. Le Cercueil (61076)                     | 19. Cerisé (61077)                     | 20. Chahains (61080)                    |
| 21. Chailloué (61081)                 | 22. Le Chalange (61082)                     | 23. Le Champ-de-la-Pierre (61085)      | 24. Champsecret (61091)                 |
| 25. La Chapelle-d'Andaine (61096)     | 26. La Chapelle-près-Sées (61098)           | 27. La Chaux (61104)                   | 28. Ciral (61107)                       |
| 29. Colombiers (61111)                | 30. Condé-sur-Sarthe (61117)                | 31. Coulonges-sur-Sarthe (61126)       | 32. Courtomer (61133)                   |
| 33. Couterne (61135)                  | 34. Cuissai (61141)                         | 35. Damigny (61143)                    | 36. Domfront (61145)                    |
| 37. Essay (61156)                     | 38. La Ferrière-Bochard (61165)             | 39. La Ferrière-Béchet (61164)         | 40. Ferrières-la-Verrerie (61166)       |
| 41. La Ferté-Macé (61168)             | 42. Fontenai-les-Louvets (61172)            | 43. Forges (61175)                     | 44. Gandelain (61182)                   |
| 45. Geneslay (61186)                  | 46. Godisson (61192)                        | 47. Gâprée (61183)                     | 48. Haleine (61200)                     |
| 49. La Haute-Chapelle (61201)         | 50. Hauterive (61202)                       | 51. Héloup (61203)                     | 52. Joué-du-Bois (61209)                |
| 53. Juvigny-sous-Andaine (61211)      | 54. Lalacelle (61213)                       | 55. Laleu (61215)                      | 56. La Lande-de-Goult (61216)           |
| 57. Larré (61224)                     | 58. Livaie (61228)                          | 59. Longuenoë (61231)                  | 60. Lonlay-l'Abbaye (61232)             |
| 61. Lonlay-le-Tesson (61233)          | 62. Lonrai (61234)                          | 63. Loré (61235)                       | 64. Lucé (61239)                        |
| 65. Macé (61240)                      | 66. Magny-le-Désert (61243)                 | 67. Mantilly (61248)                   | 68. Marchemaisons (61251)               |
| 69. Mieuxcé (61279)                   | 70. Montchevrel (61284)                     | 71. La Motte-Fouquet (61295)           | 72. Méhoudin (61257)                    |
| 73. Le Ménil-Broût (61261)            | 74. Ménil-Erreux (61263)                    | 75. Le Ménil-Guyon (61266)             | 76. Le Ménil-Scelleur (61271)           |
| 77. Le Mêle-sur-Sarthe (61258)        | 78. Neauphe-sous-Essai (61301)              | 79. Neuilly-le-Bisson (61304)          | 80. Neuville-près-Sées (61306)          |
| 81. Pacé (61321)                      | 82. Passais (61324)                         | 83. Perrou (61326)                     | 84. Le Plantis (61331)                  |
| 85. Radon (61341)                     | 86. La Roche-Mabile (61350)                 | 87. Rouellé (61355)                    | 88. Rouperroux (61357)                  |
| 89. Saint-Agnan-sur-Sarthe (61360)    | 90. Saint-Aubin-d'Appenai (61365)           | 91. Saint-Brice (61370)                | 92. Saint-Bômer-les-Forges (61369)      |
| 93. Saint-Clair-de-Halouze (61376)    | 94. Saint-Céneri-le-Gérei (61372)           | 95. Saint-Denis-de-Villenette (61380)  | 96. Saint-Denis-sur-Sarthon (61382)     |
| 97. Saint-Didier-sous-Écouves (61383) | 98. Saint-Ellier-les-Bois (61384)           | 99. Saint-Fraimbault (61387)           | 100. Saint-Germain-du-Corbéis (61397)   |
| 101. Saint-Germain-le-Vieux (61398)   | 102. Saint-Gervais-du-Perron (61400)        | 103. Saint-Gilles-des-Marais (61401)   | 104. Saint-Hilaire-la-Gérard (61403)    |
| 105. Saint-Léger-sur-Sarthe (61415)   | 106. Saint-Léonard-des-Parcs (61416)        | 107. Saint-Mars-d'Égrenne (61421)      | 108. Saint-Martin-des-Landes (61424)    |
| 109. Saint-Martin-l'Aiguillon (61427) | 110. Saint-Maurice-du-Désert (61428)        | 111. Saint-Michel-des-Andaines (61431) | 112. Saint-Nicolas-des-Bois (61433)     |
| 113. Saint-Ouen-le-Brisoult (61439)   | 114. Saint-Patrice-du-Désert (61442)        | 115. Saint-Roch-sur-Égrenne (61452)    | 116. Saint-Sauveur-de-Carrouges (61453) |
| 117. Saint-Siméon (61455)             | 118. Sainte-Marguerite-de-Carrouges (61419) | 119. Sainte-Marie-la-Robert (61420)    | 120. Sainte-Scolasse-sur-Sarthe (61454) |
| 121. La Sauvagère (61463)             | 122. Semallé (61467)                        | 123. Sept-Forges (61469)               | 124. Sées (61464)                       |
| 125. Tanville (61480)                 | 126. Tellières-le-Plessis (61481)           | 127. Tessé-Froulay (61482)             | 128. Torchamp (61487)                   |
| 129. Trémont (61492)                  | 130. Valframbert (61497)                    | 131. Les Ventes-de-Bourse (61499)      | 132. Vingt-Hanaps (61509)               |
| 133. L'Épinay-le-Comte (61155)        |                                             |                                        |                                         |